# Bahnhof Orxhausen
Der Bahnhof Orxhausen ist ein Betriebsbahnhof beim Streckenkilometer 62 der Schnellfahrstrecke Hannover–Würzburg.
Die Bahnanlage liegt östlich des Dorfes Orxhausen, das zur niedersächsischen Stadt Einbeck gehört, und trägt daher dessen Namen.

## Lage und Aufbau
Der rund 2000 m lange Bahnhof liegt zwischen Gande-Talbrücke und Hopfenbergtunnel.
Der Betriebsbahnhof wurde als ein erweiterter Typ mit einem Aufstellgleis (ohne Oberleitung), vier Abstellgleisen für Bau- und Unterhaltungsfahrzeuge, einem Stellwerk sowie zwei ausgezogenen Stumpfgleisen gebaut. Beidseits der durchgehenden Hauptgleise liegt je ein Überholgleis von 750 m Nutzlänge. Die beiden südlichen Stumpfgleise sind inzwischen stillgelegt (Stand: 1. April 2011). Die beiden durchgehenden Hauptgleise waren im Inbetriebnahmezustand in beiden Bahnhofsköpfen durch Gleiswechsel mit jeweils vier Weichen miteinander verbunden. Der auf der Gandetalbrücke gelegene nördliche Gleiswechsel wurde Ende der 1990er Jahre zurückgebaut.
Neben einem Weichenmontageplatz wurde auch eine (teilweise überdachte) Oberbau-Lagerfläche angelegt.
Ein elektronisches Stellwerk der Bauart EL S SIMIS C auf dem Gelände der Bahnanlage steuert den Betriebsbahnhof. Auch der Betriebsbahnhof Escherde wird von dort ferngesteuert. Im Stellwerksgebäude wurden auch Sozial- und Aufenthaltsräume angelegt.
Die Bahnanlage liegt in weiten Teilen in einem 2 bis 6,5 m tiefen Einschnitt in einer mehrere Meter tiefen Lößlehmschicht. Die angrenzenden Böschungen sind vergleichsweise flach (Neigungsverhältnisse von 1:1,8 bis 1:2,5) geneigt. Nach Süden, zum Tunnelportal hin, erreicht der Einschnitt eine Tiefe von bis zu 21 m. Der Bahnhof liegt in einem Längsgefälle von 1,5 Promille.
Der Bahnhof ist über eine Zufahrt an die Kreisstraße K 645 angebunden. Diese Straße war in der Bauphase des Bahnhofs auf einer Länge von 750 m neu trassiert, angehoben und auf einer Brücke über die Neubaustrecke geführt worden. Als Ersatz für mehrere durch den Bahnhof unterbrochene Wirtschaftswege wurde darüber hinaus ein neuer Wirtschaftsweg östlich der Bahnanlage gebaut.

## Geschichte
Der Standort des Bahnhofs erwies sich als günstig, um die vorgegebene Längsneigung von 1,5 Promille nicht zu überschreiten.
In der Planungs- und Bauphase lag die Anlage im Planfeststellungsabschnitt 2.12 der Neubaustrecke. Der Bahnhof ging im Juni 1991 zusammen mit dem Abschnitt Hannover–Edesheim der Strecke in Betrieb.
Am 6. Januar 2002 entgleiste ein Turmtriebwagen (TVT) bei der Einfahrt in den Betriebsbahnhof, da die Elemente einer Weiche in nicht koordinierter Stellung waren.
Im Juni 2017 wurden auf einem Überholgleis des Bahnhofs Gleisverwerfungsversuche durchgeführt. Damit sollten neue Erkenntnisse hinsichtlich einer möglichen Gleisverwerfung infolge von genügend hohen Schienenkräften gesammelt werden.
Das Elektronische Stellwerk des Bahnhofs, einschließlich der LZB-Zentrale, wurde 2012 erneuert. Seitdem wird es aus der Betriebszentrale Hannover ferngesteuert.